# Ruta Nacional 378 (Japón)
La Ruta Nacional 378 (国道378号 Kokudō 378-gō?) es una ruta nacional que une las ciudades de Iyo y Uwajima, ambas en la Prefectura de Ehime.

## Características
Es conocida popularmente como Línea Yuyake Koyake (夕やけこやけライン Yūyake Koyake-rain?).

## Datos
- Distancia recorrida: 124,0 km
- Punto de inicio: Cruce con la Ruta Nacional 56 en la Ciudad de Iyo.
- Punto final: Cruce con la Ruta Nacional 56 en la Ciudad de Uwajima.

## Historia
- 1975: el 1° de abril se crea con tramos de las rutas prefecturales 22 y 26, entre las ciudades de Iyo y Yawatahama.
- 1993: el 1° de abril incorpora el tramo de la Ruta Prefectural 28 comprendido entre la Ciudad de Yawatahama y el Pueblo de Yoshida del Distrito de Kitauwa, en la actualidad parte de la Ciudad de Uwajima. De esta manera queda se completa el recorrido actual entre las ciudades de Iyo y Uwajima.

## Tramo compartido
- desde el distrito Honaicho Miayauchi (保内町宮内 Honaichō Miya'uchi?) hasta el Cruce Edooka (江戸岡交差点 Edo'oka kōsaten?) del distrito Edooka (江戸岡 Edo'oka?), ambos en la Ciudad de Yawatahama. Tramo compartido con la Ruta Nacional 197.

## Localidades que atraviesa
- Prefectura de Ehime
  - Ciudad de Iyo
  - Ciudad de Oozu
  - Ciudad de Yawatahama
  - Ciudad de Seiyo
  - Ciudad de Uwajima

## Principales empalmes
- Ruta Nacional 56 (Ciudad de Iyo, Ciudad de Uwajima)
- Ruta Nacional 197 (Ciudad de Yawatahama)

## Principal túnel
- Túnel Goze (瞽女トンネル Goze-tonneru?) (2.156 m)